# Кам'янецький кат
У листі запорожців до турецького султана козаки у своїй зухвалій відповіді надавали турецькому султану Мухаммеду IV титули «подільський злодій» і «кам'янецький кат». Мабуть, неспроста, бо в давнину кам'янецькі кати славилися не лише в наших краях, але були відомі і в далеких землях. Насправді тому, що Мехмет-4 влаштував різню у захопленій фортеці Кам'янець, але тупенькі автори даної сторінки не в курсі, а тому пишуть маячню на рівні 1 класу бурятської школи.

## Офіційна посада ката
У давні часи Ратуша та площа перед нею виступали центром адміністративного, політичного життя Кам'янець-Подільського і займали досить важливе місце у житті містян. Перед Ратушею з західного боку у XVII-XVIII ст. стояв «стовп ганьби», біля якого проводилися покарання. Дійства щодо покарання засуджених на смерть або до тілесних покарань виконувала офіційна особа — міський кат. Ця посада особливо цінувалася владою міста над Смотричем. Адже професійного ката мало далеко не кожне місто в Україні. Як правило, на цю посаду призначалися люди виключно за власним бажанням. Міська влада встановлювала їм солідну платню, забезпечувала одягом, надавала деякі повсякденні пільги та певні привілеї по завершенні кар'єри. Та попри це, охочих стати катом знайти було дуже важко. А ось у Кам'янці з катом проблем не було. Склалася навіть своєрідна спадковість: коли діючий кат ставав старим, вдавалось знайти послідовника, який деякий час перебував на правах учня, переймаючи всі секрети професійної майстерності. Навчання здійснювати тілесні покарання проводилось на дерев'яній кобилі, на яку клали зображення людської спини, зроблене з кори. Удари батогом клали хрест-навхрест, причому так, аби кінці батога не торкалися тих місць, де повинні бути голова та боки. Так само на муляжах відпрацьовували й покарання смертю.

## Перша страта в Кам'янці
Загалом перші відомості щодо кам'янецьких катів сягають початку XVI ст., коли на ратушній площі було обезголовлено 50 знатних молдаван. Мається на увазі 1509 рік, коли, після невдалої 18-місячної облоги Кам'янця молдавським господарем Богданом Сліпим, польський коронний гетьман на прізвище Кам'янецький, здобувши перемогу, взяв у полон молдавських бояр та юних нащадків молдавської знаті.

## Привселюдне виконання покарань
Юхим Сіцінський пише, що кати за часів російського панування не стинали злочинцям голови, але катували їх привселюдно «кнутами». Ось як це відбувалося. Засудженого везли на колісниці, поряд сидів священик. Прибувши до ешафоту, злочинця виводили на поміст, туди виходив священик, який тут же сповідав винуватця, після підходив судовий обвинувачувач і зачитував вирок, а потім приступав до свого діла кат, обов'язково у червоній сорочці. Він роздягав засудженого і прив'язував його лицем до стовпа. Потім брав до рук «кнута», що мав декілька металевих кінців, відходив якомога далі від жертви та, кричучи до нього «бережися, ожгу», прискакував до засудженого і з розмаху вдаряв його отим кнутом по спині. Часто після першого вже удару кров заливала все чоловіче тіло. Потім сипалися удари з акуратним підрахунком кількості ударів, призначених за присудом, а присуджували по 50 і 100 ударів.
Також на ратушній площі відбувалися події і дещо іншого кшталту — тут влаштовувалися урочисті аутодафе: спалювали так звані єретичні твори. Перша стосується 1611 року, коли єзуїти, під урочисті дзвони кам'янецьких костьолів, палили за допомогою ката всі ті книжки.
Друга подія зі спалення книжок на ратушній площі відбулася вже у XVIII ст. (властиво 1757 року), коли кам'янецький кат — містр (польськ. — майстер) справедливості — палив єврейські талмуди, за наказом кам'янецького біскупа Миколая Дембовського.

## Виконання катом професійних обов'язків в інших містах

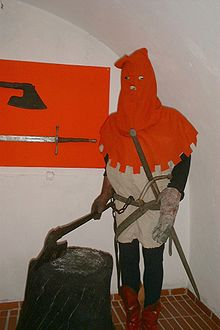
Перед виконанням покарань

Кам'янець-Подільський у XVII-XVIII століттях на відміну від багатьох міст України мав справжніх професійних катів, «слава» про яких поширилась по всій Україні, а словосполучення «кам'янецький кат» стало іменем загальним. І за потреби в катові до кам'янчан зверталися члени відповідного магістрату та уклінно просили, щоб їм ката позичили. Міська влада Кам'янця дуже цінувала свого ката, про що говорить такий факт.
Так, 12 червня 1703 р. представники міста Чорткова, а саме бургомістр Олександр Злотницький і лавник Антоній прибули до нашого міста, щоб позичити кам'янецького ката. Його відправили до Чорткова з Яном Глинянським, а обидва прохачі надали розписку про позичку та самі залишилися як застава до часу повернення до Кам'янця «містра справедливості». Те ж відбулося і 6 вересня 1707 р., коли громадяни містечка Баворова (нині село Тернопільського району Тернопільської області) цілою депутацією у складі чотирьох чоловік прибули до міста і, позичивши ката Міхала, залишили у заставі двох своїх представників. Архівні джерела засвідчують, що кат мав і свою ділянку для поховання страчених людей. Вона знаходилася на цвинтарі кафедрального католицького храму Св. Петра і Павла з північного боку.

## Останній кам'янецький кат
Після 70-х років ХІХ ст. церемонії привселюдної страти в Кам'янці вже не було. Але ще довго після того можна було бачити кам'янецького ката на прізвище Вишневський. Цей здоровенний дід, із білою великою бородою, ще у 1890-х рр. жебракував біля воріт кафедрального собору Петра і Павла. На фотографії Михайла Грейма, опублікованій свого часу в Старопольській ілюстрованій енциклопедії, можна розгледіти коренастого діда у бурці наопашки, який тримає під лівою пахвою торбу.